# San Rafael Axolota
San Rafael Axolota är en ort i Mexiko.   Den ligger i kommunen Nauzontla och delstaten Puebla, i den sydöstra delen av landet, 170 km öster om huvudstaden Mexico City. San Rafael Axolota ligger 1 550 meter över havet och antalet invånare är 561.
Terrängen runt San Rafael Axolota är kuperad söderut, men norrut är den bergig. Runt San Rafael Axolota är det ganska tätbefolkat, med 129 invånare per kvadratkilometer. Närmaste större samhälle är Olintla, 19,7 km norr om San Rafael Axolota. Omgivningarna runt San Rafael Axolota är en mosaik av jordbruksmark och naturlig växtlighet.